# Ochanostachys amentacea
Ochanostachys amentacea är en tvåhjärtbladig växtart som beskrevs av Maxwell Tylden Masters. Ochanostachys amentacea ingår i släktet Ochanostachys och familjen Coulaceae. Inga underarter finns listade i Catalogue of Life.